# Kanal Iri
Kanal Iri je kanal u državi Njujork, Sjedinjene Države koji je deo istočno-zapadne državne rute Sistema kanala države Njujork (ranije poznat kao baržni kanal države Njujork). Prvobitno je imao raspon od 363 mi (584 km) od reke Hadson u Olbaniju do jezera Iri u Bufalu. On je izgrađen radi stvaranja plovne vodene rute od Njujorka i Atlantskog okeana do Velikih jezera. Kada je završen 1825. godine, bio je drugi najduži kanal na svetu (posle Velikog kanala u Kini) i uveliko je poboljšao razvoj i ekonomiju države i grada Njujorka, i Sjedinjenih Država.
Kanal je prvi put predložen tokom 1780-ih, a zatim je ponovo predložen 1807. godine. Premeravanje je odobreno, finansirano i izvršeno 1808. Pristalice projekta su postepeno nadvladale oponente; izgradnja je započela 1817. Kanal ima 34 numerisane prevodnice, počinje sa Blek Rok prevodnicom i završava se nizvodno sa federalnom prevodnicom Troj. Obe su u vlasništvu savezne vlade. Kanal ima visinsku razliku od oko 565 ft (172 m). On je bio otvoren je 26. oktobra 1825.
U vreme kada je rasuta roba bila ograničena nosivošću tovarnih životinja (maksimalno 250 lb (113 kg))), a kad železnica nije postojala, voda je bila najisplativiji način za isporuku rasute robe.
Politički protivnici kanal su nazivali „Klintonova ludost” ili „Klintonov veliki jarak”. To je bio prvi sistem prevoza između istočne obale i zapadne unutrašnjosti Sjedinjenih Država, koji nije zahtevao vuču.
Prevoz kanalom je bio brži od kola koja su vukle životinje i troškovi transporta su bili umanjeni za oko 95%. Kanal je luci Njujork dao neuporedivu prednost u odnosu na sve ostale lučke gradove u SAD-u i pokrenuo je politički i kulturni uspon države u 19. veku. Kanal je podstakao porast broja stanovnika u zapadnom Njujorku i otvorio za naseljavanje regione dalje na zapad. On je proširen je između 1834. i 1862. godine. Najpopularnija godina kanala bila je 1855, kada je bilo 33.000 komercijalnih pošiljki. Godine 1918. zapadni deo kanala je proširen tako da postaje deo Njujorškog državnog baržnog kanala, koji je takođe produžen do reke Hadson koja teče paralelno sa istočnom polovinom kanala Iri.
Kongres Sjedinjenih Država je 2000. godine odredio Koridor nacionalnog nasleđa kanala Iri kako bi se naglasio nacionalni značaj ovog kanalskog sistema kao najuspešnijeg i najuticajnijeg vodenog puta koji je čovek izgradio i jednog od najvažnijih radova građevinskog inženjerstva u Severnoj Americi. Kanal uglavnom koriste rekreacini plovni objekti od povlačenja poslednjeg velikog komercijalnog broda, Dej Pekinpa 1994. godine. Kanal je doživeo oporavak komercijalnog saobraćaja u 2008. godini.

## Literatura
- Bangs, Jeremy D. (2015). The Travels of Elkanah Watson. Jefferson, N.C.: McFarland & Company. ISBN 9781476662459. OCLC 908375479.
- Bernstein, Peter L. (2005). Wedding of the Waters: The Erie Canal and the Making of a Great Nation (1st изд.). New York [u.a.]: Norton. ISBN 978-0-393-05233-6.
- Erie Canal Museum; Morganstein, Martin; Cregg, Joan H. (2001). Erie Canal. Charleston, S.C.: Arcadia Pub. Co. ISBN 978-0738508696.
- Finch, Roy G. (1925). The Story of the New York State Canals: Historical and Commercial Information (PDF). New York State Canal Corporation. OCLC 1038442328. Архивирано из оригинала (PDF) 03. 03. 2016. г. Приступљено 9. 3. 2013.
- Hecht, Roger W., ур. (2003). The Erie Canal Ceader, 1790–1950 (1st изд.). Syracuse, N.Y.: Syracuse University Press. ISBN 9780815607595.
- Keene, Michael (2016). The Psychic Highway: How the Erie Canal Changed America. Fredericksburg, Va.: Willow Manor Publishing. ISBN 9781939688323.
- Kelly, Jack (2016). Heaven's Ditch: God, Gold, and Murder on the Erie Canal. New York: St. Martin's Press. ISBN 9781137280091.
- Koeppel, Gerard (2009). Bond of Union: Building the Erie Canal and the American Empire. Cambridge, Mass.: Da Capo Press. ISBN 978-0-306-81827-1.
- McGreevy, Patrick (2009). Stairway to Empire: Lockport, the Erie Canal, and the Shaping of America. Albany, N.Y.: SUNY Press. ISBN 978-1-4384-2527-6. Online review.
- Panagopoulos, Janie Lynn (1995). Erie Trail West: A Dream-Quest Adventure. Spring Lake, MI: River Road Publications. ISBN 978-0-938682-35-6.
- Papp, John P. (1977). Erie Canal Days: A Pictorial Essay: Albany to Buffalo. Schenectady, N.Y.: John Papp Historical Publications. OCLC 3863574.
- Reisem, Richard O. (2000). Erie Canal Legacy: Architectural Treasures of the Empire State. Rochester, N.Y.: Landmark Society of Western New York. ISBN 978-0964170667.
- Shaw, Ronald E. (1990) [1966]. Erie Water West: A History of the Erie Canal, 1792–1854 (Reprint изд.). Lexington, Ky.: University Press of Kentucky. ISBN 9780813143477. OCLC 929658651.
- Sheriff, Carol (1996). The Artificial River: The Erie Canal and the Paradox of Progress, 1817–1862. New York: Hill and Wang. ISBN 978-0-8090-2753-8.
- Stack, Debbie Daino; Cuomo, Captain Ronald S. Marquisee (2001). The Erie Canal: Cruising America's Waterways. Cruising America's Waterways Series. Foreword by Andrew Cuomo. Manlius, N.Y.: Media Artists Inc. ISBN 978-0970888600.
- Williams, Deborah (2009). Erie Canal: Exploring New York's Great Canals: A Complete Guide (1st изд.). Woodstock, Vermont: Countryman Press. ISBN 978-1-58157-080-9.
- Sheriff, Carol (1996). The Artificial River: The Erie Canal and the Paradox of Progress 1817–1862. Hill & Wang. ISBN 978-0-8090-2753-8.
- Hunter, Louis C.; Bryant, Lynwood (1991). A History of Industrial Power in the United States, 1730–1930, Vol. 3: The Transmission of Power. Cambridge, Massachusetts, London: MIT Press. ISBN 978-0-262-08198-6.
- Gerard Koeppel (2009). Bond of Union: Building the Erie Canal and the American Empire. Da Capo Press. стр. 212—13. ISBN 9780786745449.
- Andrew Kitzmann (2009). Postcard History Series:Erie Canal. Arcadia Publishing. стр. 71.

## Spoljašnje veze
- -Information and Boater's Guide to the Erie Canal}-
- -Canalway Trail Information}-
- -Historical information (with photos) of the Erie Canal}-
- -Video showing the operations of Lock 22E in 2016}-
- -New York State Canal Corporation Site}-
- -The Opening of the Erie Canal – An Online Exhibition by CUNY}-
- -The Canal Society of New York State Архивирано на веб-сајту  (2. новембар 2019)}-
- -Digging Clinton's Ditch: The Impact of the Erie Canal on America 1807–1860  Multimedia}-
- -A Glimpse at Clinton's Ditch, 1819–1820 by Richard F. Palmer}-
- -Guide to Canal Records in the New York State Archives}-
- -The Erie Canal Mapping Project}-
- -New York Heritage – Working on the Erie Canal}-
- -Photographs of the Erie Canal Relating to Fort Hunter, N.Y. Ca. 1910 (finding aid) at the New York State Library, accessed May 18, 2016.}-
- -William Jaeger's photography of the Canal remains Архивирано на веб-сајту  (14. април 2021)}-
- Historic American Buildings Survey (HABS) No. NY-231, "Erie Canal Viaduct, Moyer Creek Crossing"
- HABS No. NY-6040, "Erie Canal Locks"
- Historic American Engineering Record (HAER) No. NY-6, "Erie Canal (Enlarged), Schoharie Creek Aqueduct"
- HAER No. NY-11, "Erie Canal (Enlarged), Lock Number 18"
- HAER No. NY-12, "Erie Canal (Enlarged), Upper Mohawk River Aqueduct"
- HAER No. NY-16, "Erie Canal, Yankee Hill Lock Number 28"
- HAER No. NY-17, "Erie Canal (Enlarged), Empire Lock Number 29"
- HAER No. NY-152, "Erie Canal (Enlarged), Oothout Culvert & Waste Weir"
- HAER No. NY-157, "Eagle's Nest Creek Culvert"
- HAER No. NY-337, "Erie Canal (Original), Locks 37 & 38"
- HAER No. NY-545, "Erie Canal (Original), Lock Number 20"
- Kanal Iri на сајту
- -Newspaper articles and clippings about the Building of the Erie Canal at Newspapers.com}-